# Ain't No Other Man
Ain't No Other Man è il primo singolo estratto dall'album Back to Basics di Christina Aguilera, pubblicato nel giugno 2006. La canzone, scritta da Christina Aguilera, Charles Roane, Chris E. Martin, Harold Beatty, Kara DioGuardi e prodotta da DJ Premier, si basa sulle campionature vintage dei brani Hippy, Skikky, Moon Strut dei The Moon People e The Cissy's Thang dei The Soul Seven, entrambi del 1969.
Aguilera ha vinto un Grammy Award come "Miglior performance vocal pop femminile" per questo brano, che inoltre, ha venduto 5 milioni di copie in tutto il mondo.

## Video musicale
Nel video musicale, diretto da Bryan Barber, la cantante prende il soprannome di "Baby Jane" e si scatena in un'esibizione senza precedenti in un locale notturno, cantando la canzone stessa, in abiti molto sensuali. Con la sua voce, addirittura, nel video, riesce a far scoppiare alcune lampadine. La canzone, dedicata all'allora marito di Christina Aguilera, Jordan Bratman, è riuscita a trainare discretamente il doppio cd che ha avuto successo anche tra il pubblico italiano. Sia all'inizio che alla fine del filmato si sente in sottofondo I Got Trouble, altro brano presente nell'album Back to Basics.

## Tracce
Download Digitale
1. Ain't No Other Man – 3:48

Maxi Singolo
1. Ain't No Other Man – 3:47
2. Ain't No Other Man (Jake Ridley Club Mix) – 6:01
3. Ain't No Other Man (Ospina Sullivan Radio Mix) – 3:45
4. Ain't No Other Man (Acappella) – 3:28

CD Singolo
1. Ain't No Other Man – 3:48
2. Ain't No Other Man (Instrumental) – 3:48

Download Digitale – Dance Vault Mixes
1. Ain't No Other Man (Ospina Sullivan Radio Mix) – 3:45
2. Ain't No Other Man (Junior Vasquez Club Mix) – 6:44
3. Ain't No Other Man (Shape: UK Classica Mix) – 8:45
4. Ain't No Other Man (Shape: UK Nocturnal Groove) – 9:16
5. Ain't No Other Man (Ospina Sullivan Club Mix) – 7:11
6. Ain't No Other Man (Ospina Sullivan Dub Mix) – 5:38
7. Ain't No Other Man (Jake Ridley Radio Mix) – 3:50
8. Ain't No Other Man (Jake Ridley Club Mix) – 6:01
9. Ain't No Other Man (Scotty K Bootleg Radio) – 4:16
10. Ain't No Other Man (Scotty K Bootleg Mixshow) – 5:44

## Classifiche
| Classifica (2006/2007) | Posizione massima |
| ---------------------- | ----------------- |
| Australia              | 6                 |
| Austria                | 7                 |
| Belgio (Fiandre)       | 10                |
| Belgio (Vallonia)      | 27                |
| Europa                 | 3                 |
| Finlandia              | 5                 |
| Francia                | 26                |
| Germania               | 5                 |
| Irlanda                | 3                 |
| Italia                 | 5                 |
| Norvegia               | 2                 |
| Nuova Zelanda          | 5                 |
| Regno Unito            | 2                 |
| Repubblica Ceca        | 4                 |
| Paesi Bassi            | 11                |
| Slovacchia             | 4                 |
| Svezia                 | 15                |
| Svizzera               | 5                 |
| Stati Uniti            | 6                 |

### Classifiche di fine anno
| Classifica (2006) | Posizione massima |
| ----------------- | ----------------- |
| Australia         | 34                |
| Austria           | 53                |
| Germania          | 53                |
| Paesi Bassi       | 66                |
| Svizzera          | 26                |
| Stati Uniti       | 32                |
| Ungheria          | 19                |